# Catedral de la Dormición (Varna)

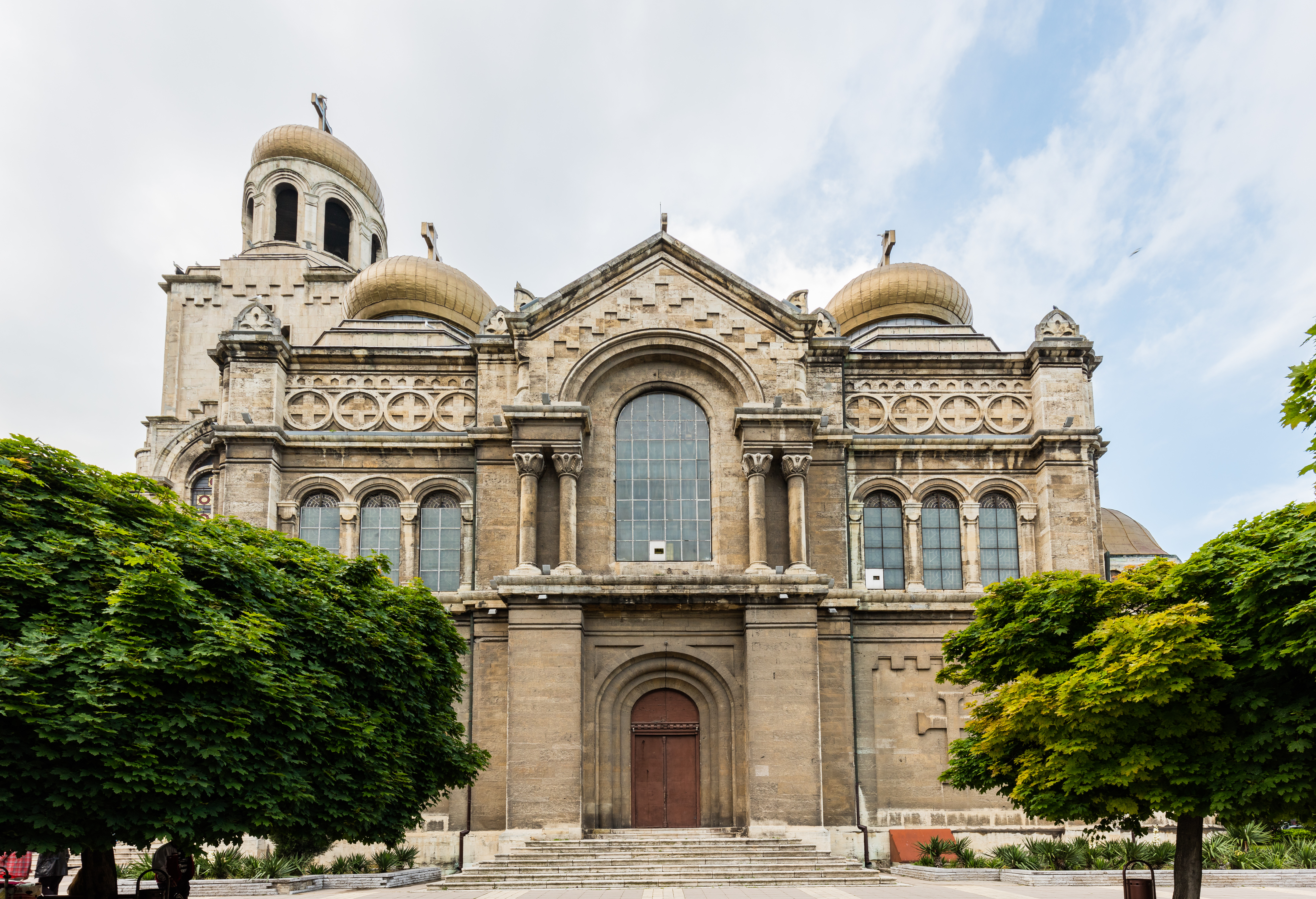
La Catedral de la Dormición de Varna.

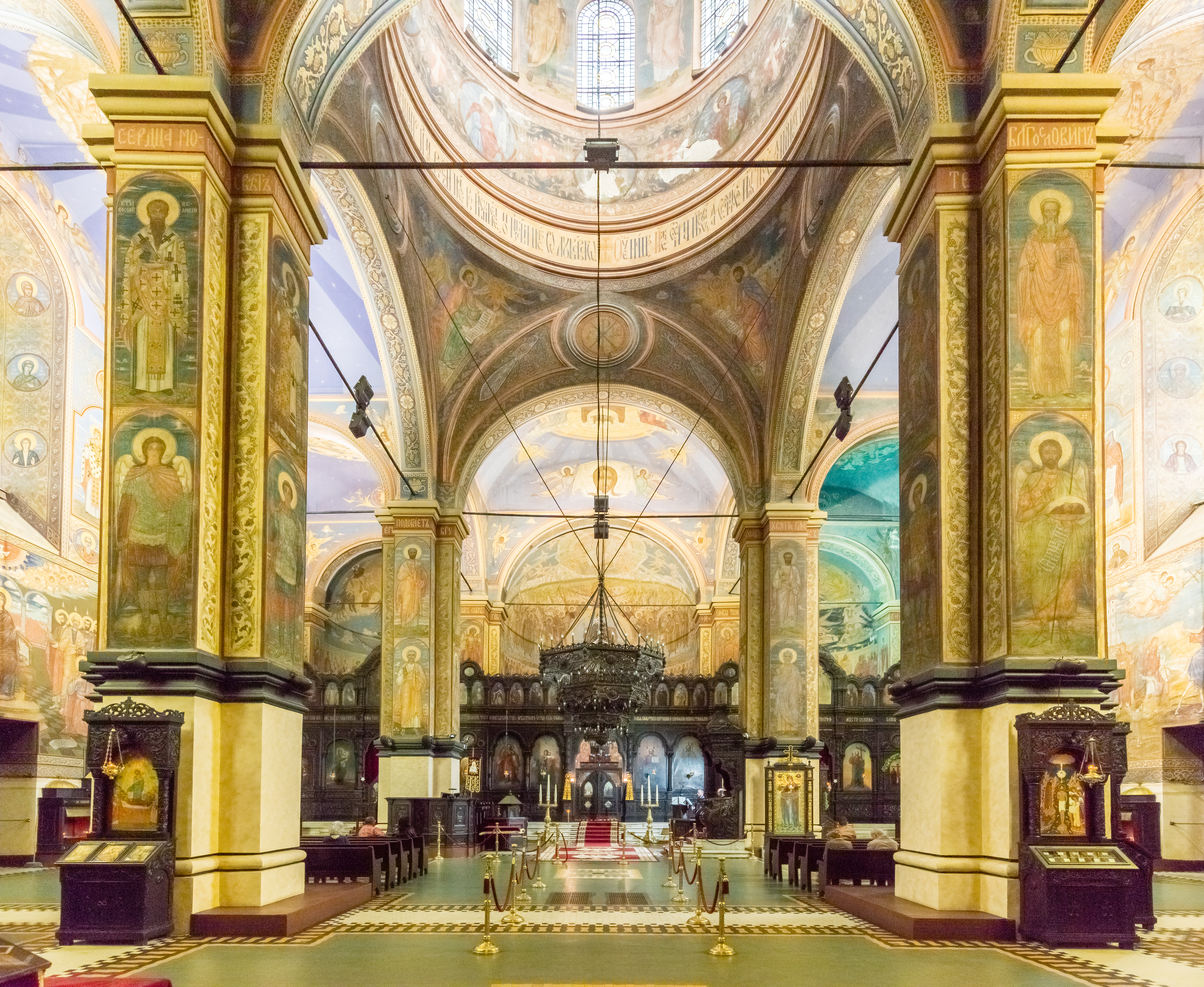
Nave principal.

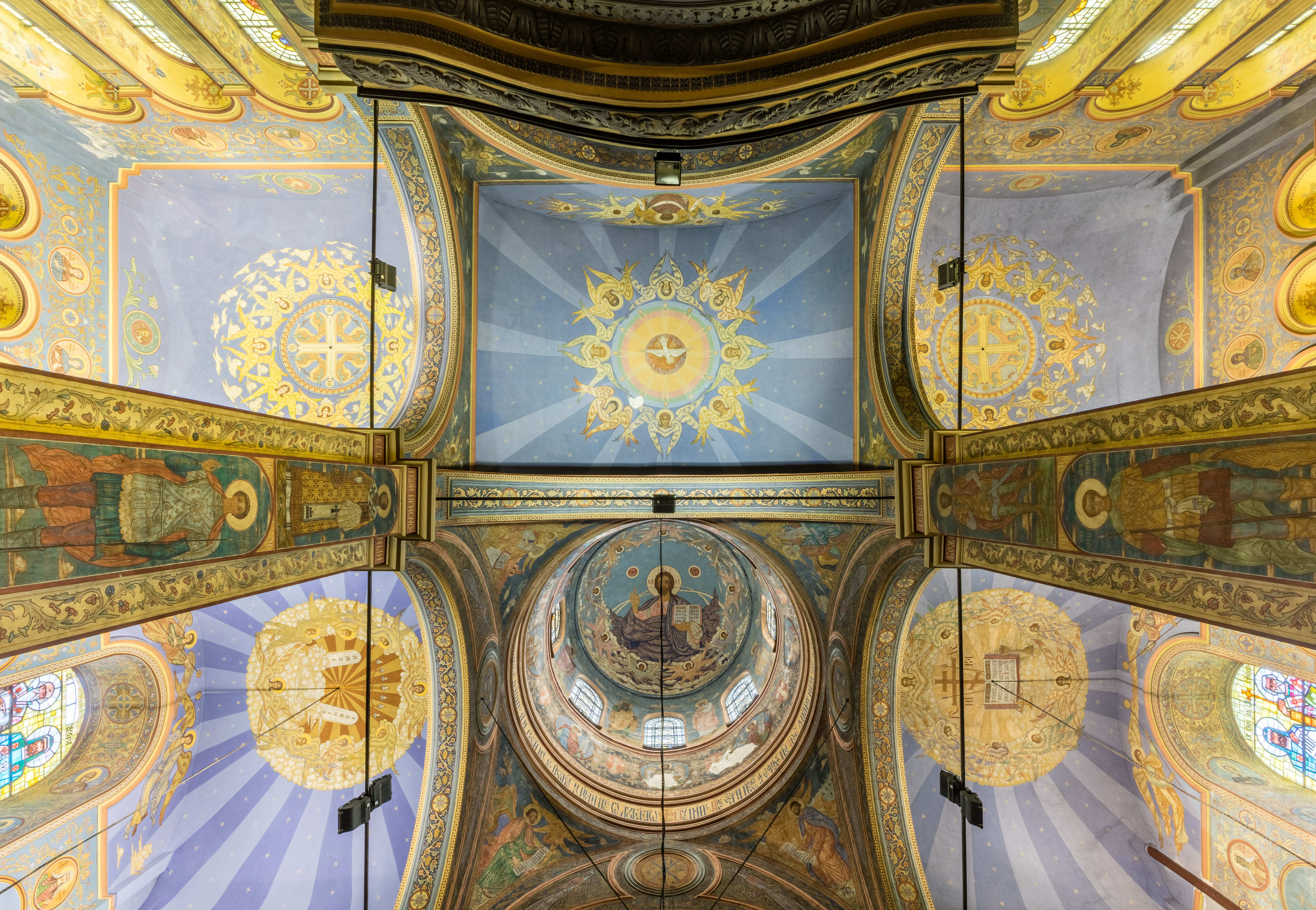
Vista superior.

La Catedral de la Dormición de Varna, Bulgaria, es el principal templo ortodoxo de esta ciudad costera del Mar Negro. 
La primera piedra fue colocada por Alejandro I de Bulgaria en 1880. El dinero necesario para la construcción salió de donaciones y también de loterías. El modelo arquitectónico seguido fue el de diversos templos ortodoxos en San Petersburgo. El proyecto del edificio fue firmado por el arquitecto municipal P. Kupka. Las brillantes cúpulas fueron recubiertas de cobre y estaño. La catedral es un ejemplo más de la arquitectura neobizantina, junto a elementos del estilo llamado "renacimiento ruso", propios del siglo XIX en toda la Europa eslava.
La ornamentación total de la catedral quedó sin completar hasta mucho más adelante, en 1949, y las vidrieras policromadas que dan a la plaza de Cirilo y Metodio fueron realizadas en la década de 1960. Notables decorativamente son los frescos e iconos, mayoritariamente dependientes de modelos historicistas basados en el arte búlgaro y bizantino medieval. El campanario posee una importante vista panorámica de la ciudad.